# Atsushi Sakurai
Atsushi Sakurai (櫻井 敦司 Sakurai Atsushi, * am 7. März 1966 in Fujioka, Präfektur Gunma; † am 19. Oktober 2023 in Yokohama, Präfektur Kanagawa) war ein japanischer Rockmusiker.
Bekanntheit erlangte er durch seine Tätigkeit als Sänger der im Jahr 1987 gegründeten Rockband Buck-Tick, der er bis zu seinem Tod angehörte. Daneben war er im multinationalen Musikprojekt Schwein aktiv und veröffentlichte ein Solo-Musikalbum.

## Privates
Ursprünglich wurde sein Nachname mit dem Kanji 桜 (Sakura) geschrieben, änderte die Schreibweise im Jahr 1990 nach dem Tod seiner Mutter in 櫻, einer älteren Schreibart des Namens. In dem von ihm geschriebenen Lied Long Distance Call verarbeitete er den Tod seiner Mutter.
Im Jahr 1991 heiratete er die Stylistin seiner Band. Aus der Ehe ging ein Sohn hervor, Haruka Tono, welcher als Autor im Jahr 2020 mit dem Akutagawa-Preis ausgezeichnet wurde. Die Ehe wurde ein Jahr nach der Geburt Tonos geschieden. Im Jahr 2004 heiratete Sakurai erneut.

## Karriere

### Mit Buck-Tick
Sakurai startete seine musikalischen Aktivitäten innerhalb von Buck-Tick zunächst als Schlagzeuger. Nachdem die Musiker ihren Abschluss an der Oberschule erfolgreich absolviert hatten und nach Tokio zogen, blieb Sakurai als einziger in Gunma zurück. Er fragte bei Toll Yagami nach, als Sänger in seiner Band SP anzufangen, wurde aber abgelehnt. Ironischerweise wurde Sakurai Sänger bei Buck-Tick nachdem diese ihren bisherigen Frontmann Araki rauswarfen und Yagami wurde Schlagzeuger der Gruppe.
Im Jahr 1987 erschien mit Sexual XXXXX! das Debütalbum beim japanischen Musiklabel Victor Entertainment. Den nationalen Durchbruch erlangten Sakurai und Buck-Tick mit der Herausgabe Just One More Kiss ein Jahr später, welches Platz sechs der heimischen Singlecharts erreichen konnte. Mit dem 1989 veröffentlichten Album Taboo erreichte Sakurai mit Buck-Tick erstmals Platz eins der heimischen Musikcharts von Oricon. Im gleichen Jahr spielte er mit der Gruppe erstmals im Tokyo Dome. Buck-Tick zählen zu den erfolgreichsten japanischen Rockbands; fast jedes Album erreichte eine Notierung in den Top Ten der heimischen Charts, auch das 2023 veröffentlichte Werk Izora, das letzte Album der Gruppe mit Beteiligung von Sakurai.
Bei einem Konzert im Zepp DiverCity am 9. Dezember 2018 klagte Sakurai über Unwohlsein. Dennoch absolvierte er das komplette Konzert und wurde später mit einer gastrointestinalen Blutung im Krankenhaus behandelt, weswegen weitere Konzerte verschoben werden mussten.

### Solo-Aktivität und andere Beteiligungen
Neben seiner musikalischen Tätigkeit als Sänger von Buck-Tick war Sakurai in mehreren Stücken anderer Bands zu hören. So war er Gastsänger im Lied Masquerade von Der Zibet, welches auf deren Album Shishunki II veröffentlicht wurde. Atsushi arbeitete mit der niederländischen Band Xymox an dem Lied Yokan, dass auf der Kompilation Dance 2 Noise 002 erschien. Für die Lieder No One Gets Out of Her Alive und Contempt des Musikprojektes PIG des britischen Industrial-Musikers Raymond Watts sang Sakurai den Hintergrundgesang ein. 1998 veröffentlichte der japanische Musiker Masami Tsuchiya das Album Mori no Hito ~Forest People~, auf dem Sakurai in den Liedern A Mid Summer Night’s Forest und Goblin Forest zu hören ist. Sakurai schrieb für die beiden Stücke außerdem die Liedtexte.
Gemeinsam mit dem Bandkollegen Hisashi Imai und den britischen bzw. deutschen Industrial-Musikern Raymond Watts und Sascha Konietzko gründete Sakurai im Jahr 2001 das Musikprojekt Schwein. Mit dem Projekt veröffentlichte Sakurai im selben Jahr die Alben Schweinstein sowie Son of Schweinstein und absolvierte eine Japan-Tournee, bevor die Gruppe im Gründungsjahr wieder aufgelöst wurde.
Im Jahr 2004 veröffentlichte Sakurai mit Ai no Wakusei sein einziges Soloalbum, bei dem Wayne Hussey, Masami Tsuchiya, Taiji Satō und Robert Guthrie an der Entstehung beteiligt waren. Das Album stieg auf Platz 15 der heimischen Musikcharts ein und verblieb vier Wochen lang im Ranking. Im gleichen Jahr gab Sakurai sein Schauspieldebüt, als er die Hauptrolle im Kurzfilm Longinus von Ryūhei Kitamura spielte. Auch erschien mit Yasō sein erster Gedichtband.
Im Jahr 2015 gründete Sakurai mit The Mortal sein zweites Musikprojekt, welches von Jake Cloudchair, Yukio Murata, Ken Miyo und Takahito Akiyama komplettiert wurde. Im Oktober gleichen Jahres wurde mit Spirit ein Minialbum veröffentlicht, ehe im November eine Tournee mit fünf Konzerten absolviert wurde. Am 11. November 2015 erschien zudem mit I Am Mortal das Debütalbum des Projektes.
Im Anime-Film Neko ki Kaku ist Sakurai als Erzähler zu hören. Sakurai sang im Lied Kakeochi-mono ein Duett mit der Sängerin Ringo Shiina. Das Lied wurde auf Shiinas Album Sandokushi veröffentlicht.

### Tod und Vermächtnis
Am 19. Oktober 2023 spielten Buck-Tick ein exklusives Konzert für Mitglieder des Fanclubs im KT Zepp Yokohama, welches abgebrochen werden musste, nachdem sich bei Sakurai Zeichen eines plötzlichen Unwohlseins bemerkbar machten. Laut Konzertbesuchern war sein schlechter Gesundheitszustand bereits vor dem ersten Lied anzumerken und wurde nach dem dritten Lied ins Krankenhaus gebracht. Dort erlag er etwas später am Abend im Alter von 57 Jahren einer zu dem Zeitpunkt nicht bekanntgegebenen Erkrankung. Sein Tod und die Todesursache, eine Hirnstammblutung, wurden am 24. Oktober 2023 bekannt gegeben. Er wurde in einer privaten Beerdigung beigesetzt.
Sports Nippon beschrieb Sakurai als charismatische Figur, der die japanische Rockmusikszene der 1980er-Jahre geprägt habe. Im Mainichi Shimbun hieß es, dass Sakurai für sein gutes Aussehen und seiner einzigartigen Stimme bekannt war. Mehrere bekannte japanische Musiker drückten ihr Bedauern aus, darunter Tomoyasu Hotei, Sugizo, Gackt, Daigo und Diamond Yukai. DJ Ozma bezeichnete Sakurai als einen „Helden der Rockmusik, der bis zum letzten Augenblick auf der Bühne gelebt habe und bis zu seinem Tod im Rampenlicht stand.“
Im Jahr 2011 nahm Dan Grunebaum Sakurai in den Pantheon der japanischen Rockgötter des Magazins Metropolis auf. Laut Shweta Basu inspirierte Sakurais gutes Aussehen sowie seine distanzierte und gefährlich anmutende Natur mehrere fiktive Charaktere, wobei sie den fiktiven Rocksänger Kōji Nanjō aus der Mangareihe Zetsuai 1989 als Beispiel nannte. Die Manga-ka Ami Shibata, die unter anderem Jibaku-kun und Papuwa schrieb, gestand in einem Interview, mehrere Charaktere nach Sakurais Image kreiert zu haben. Kyo, der Sänger der japanischen Hard-Rock-Band Dir En Grey wurde laut eigener Aussage von Sakurai inspiriert selbst Rockmusiker zu werden, nachdem er ein Foto Sakurais auf dem Schultisch eines Klassenkameraden gesehen habe.
Sakurai erhielt posthum einen Preis für sein Lebenswerk bei den Japan Record Awards zugesprochen. Am 8. und 9. Dezember 2023 hielten Buck-Tick eine zweitägige Gedenkveranstaltung unter dem Titel The Ceremony -Atsushi Sakurai e- im Zepp Haneda ab, welche 20.000 Besucher zählte.

## Diskografie

### Mit Buck-Tick
- → Hauptartikel: Buck-Tick#Diskografie

### Mit Schwein
- 2001: Schweinstein (Album)
- 2001: Son of Schweinstein (Remixalbum)

### Mit The Mortal
- 2015: Spirit (Album)
- 2015: I Am Mortal (Album)
- 2016: Immortal (DVD)

### Solo

#### Alben
| Jahr | Titel Musiklabel                   | Höchstplatzierung, Gesamtwochen, AuszeichnungChartsChartplatzierungen (Jahr, Titel, Musiklabel, Platzierungen, Wochen, Auszeichnungen, Anmerkungen) | Anmerkungen                         |
| Jahr | Titel Musiklabel                   | JP | Anmerkungen                         |
| ---- | ---------------------------------- | --- | ----------------------------------- |
| 2004 | Ai no Wakusei Victor Entertainment | JP15 (4 Wo.)JP | Erstveröffentlichung: 23. Juni 2004 |

#### Singles
| Jahr | Titel Album                     | Höchstplatzierung, Gesamtwochen, AuszeichnungChartsChartplatzierungen (Jahr, Titel, Album, Platzierungen, Wochen, Auszeichnungen, Anmerkungen) | Anmerkungen                            |
| Jahr | Titel Album                     | JP | Anmerkungen                            |
| ---- | ------------------------------- | --- | -------------------------------------- |
| 2004 | Sacrifice Ai no Wakusei         | JP25 (4 Wo.)JP | Erstveröffentlichung: 26. Mai 2004     |
| 2004 | Taiji/Smell Ai no Wakusei       | JP22 (3 Wo.)JP | Erstveröffentlichung: 21. Juli 2004    |
| 2005 | Wakusei – Rebirth Ai no Wakusei | JP62 (3 Wo.)JP | Erstveröffentlichung: 23. Februar 2005 |

## Bibliografie
- 2004: Yasō (Gedichtband)
- 2004: Sacrifice